# Sukhwinder Singh (trener)
Sukhwinder Singh (ur. 7 czerwca 1949 w Hoshiarpurze) – indyjski trener piłkarski.

## Kariera trenerska
Od 1998 do 2001 oraz w 2005 prowadził narodową reprezentację Indii. Potem pracował w klubach JCT FC i Pailan Arrows.
W 2013 objął stanowisko głównego trenera Churchill Brothers SC.